# Enric Reyna i Martínez
Enric Reyna i Martínez (Barcelona, 1940) és un empresari i constructor català de Barcelona. Es va convertir en el 37è president del FC Barcelona el 12 de febrer del 2003, després de la dimissió de Joan Gaspart. Fou president interí durant 84 dies.

## Trajectòria
Reyna és professor mercantil i promotor immobiliari de professió i soci del Barça des del 1965. L'any 2000 fou escollit membre de la Junta directiva del Barça durant la presidència de Joan Gaspart. Fou vicepresident des del desembre del 2002 i president des de febrer del 2003 fins a principis de maig, quan va dimitir passant la gestió a una Comissió Gestora que organitzà les eleccions finalment guanyades per Joan Laporta.
Durant els 84 dies que fou president del FC Barcelona es guanyaren tres títols importants per les seccions: la Copa del Rei de bàsquet i d'hoquei patins i la Copa EHF d'handbol.